# Kientzheim
Kientzheim là một xã ở tỉnh Haut-Rhin trong vùng Grand Est ở đông bắc Pháp. Xã này có diện tích 4,83 km², dân số năm 1999 là 819 người. Khu vực này có độ cao 225 mét trên mực nước biển.